# Johannes Niedling
Johannes Niedling (* 1602 in Sangerhausen; † 14. Februar 1668 in Altenburg) war ein deutscher Kirchenlieddichter. Er wirkte seit 1626 als Lehrer an einem Altenburger Gymnasium. Er veröffentlichte ein Gesangbuch, in dem er einige seiner geistlichen Lieder, aber auch fremde, publizierte. Seine Lieder aus dieser Sammlung fanden teils weitere Verbreitung.

## Werke
- Lutherisches Handbüchlein, das ist Morgen- und Abendsegen, teils auch Altenburger Handbüchlein, weil es in Altenburg erschien (1638; 4. Ausgabe 1655, 5. Ausgabe 1662)